# Dopolavoro Comunale Sezione Sportiva Cluana 1942-1943
Questa voce raccoglie le informazioni riguardanti il Dopolavoro Comunale Sezione Sportiva Cluana nelle competizioni ufficiali della stagione 1942-1943.

## Rosa
| N. |                   | Ruolo | Calciatore       |
| -- | ----------------- | ----- | ---------------- |
|    | Italia (bandiera) | P     | L. Balercia      |
|    | Italia (bandiera) | C     | Mario Belletti   |
|    | Italia (bandiera) | A     | G. Bertola       |
|    | Italia (bandiera) | C     | P. Boraccetti    |
|    | Italia (bandiera) | A     | L. Buccolini     |
|    | Italia (bandiera) | A     | S. Cappella      |
|    | Italia (bandiera) | C     | S. Ciccocioppo   |
|    | Italia (bandiera) | C     | F. De Felice     |
|    | Italia (bandiera) | A     | A. Del Papa      |
|    | Italia (bandiera) | A     | E. De Signoribus |
|    | Italia (bandiera) | P     | Trento Fabrizi   |
|    | Italia (bandiera) | A     | G. Fascia        |
|    | Italia (bandiera) | C     | G. Fiorini       |
|    | Italia (bandiera) | A     | G. Micucci       |
|    | Italia (bandiera) | C     | S. Moretti       |

| N. |                   | Ruolo | Calciatore    |
| -- | ----------------- | ----- | ------------- |
|    | Italia (bandiera) | C     | S. Moroni     |
|    | Italia (bandiera) | P     | Mario Necchi  |
|    | Italia (bandiera) | A     | Renato Paci   |
|    | Italia (bandiera) | D     | F. Paganelli  |
|    | Italia (bandiera) | C     | I. Paolucci   |
|    | Italia (bandiera) | D     | Dino Petrini  |
|    | Italia (bandiera) | A     | S. Rosati     |
|    | Italia (bandiera) | A     | B. Sanna      |
|    | Italia (bandiera) | D     | T. Santini    |
|    | Italia (bandiera) | A     | Gino Speranza |
|    | Italia (bandiera) | D     | R. Spinozzi   |
|    | Italia (bandiera) | A     | A. Tesei      |
|    | Italia (bandiera) | A     | N. Tesei      |
|    | Italia (bandiera) | C     | Sauro Venanzi |